# Frauenprießnitz
Frauenprießnitz est un village de Thuringe, en Allemagne.

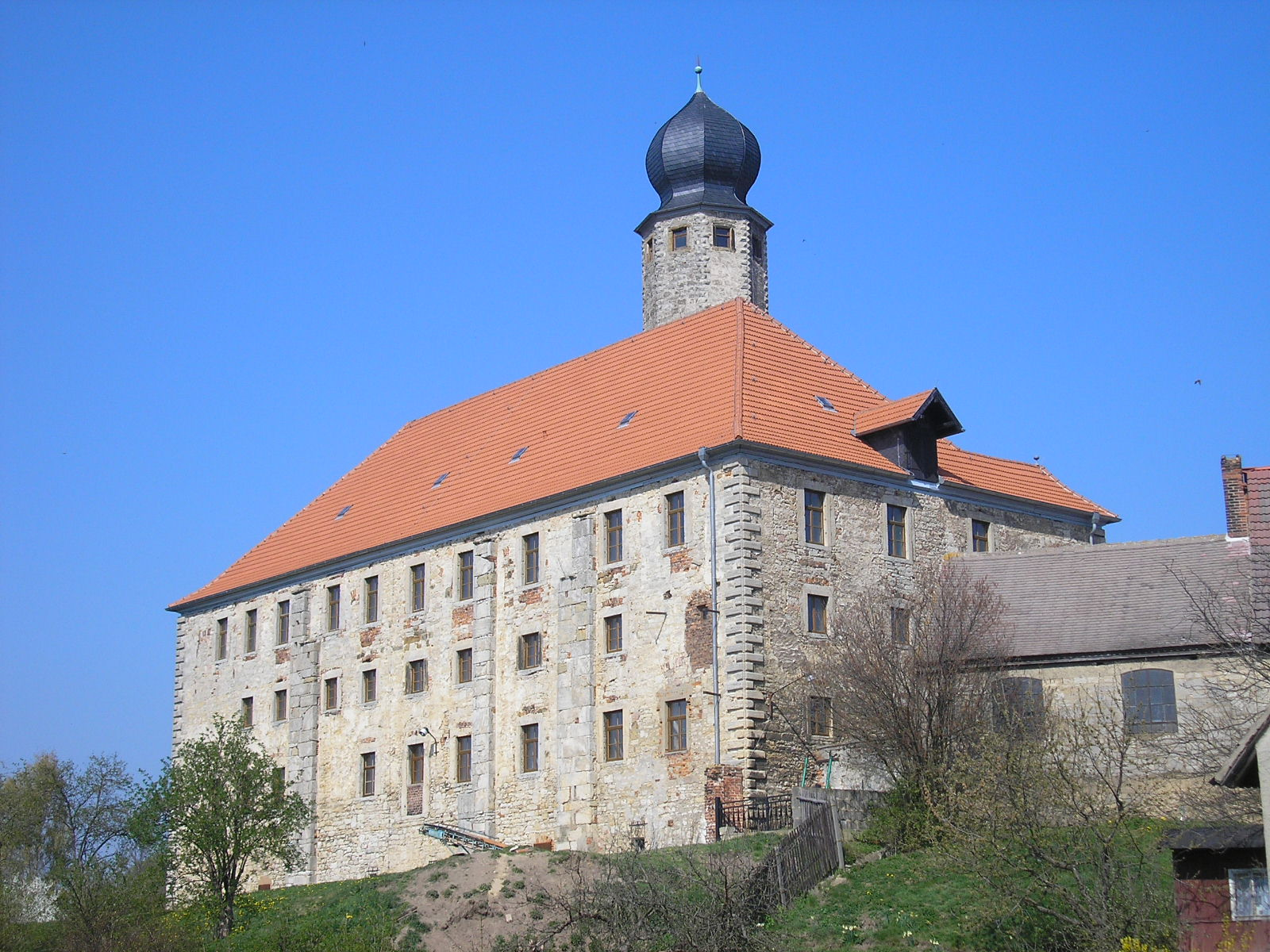
Le château de Frauenprießnitz